# Police Station - Turno di notte
Police Station - Turno di notte (Vice Squad) è un film poliziesco del 1982, diretto dal regista Gary Sherman che firma questa pellicola come Gary A. Sherman. La storia trattata nel film è liberamente ispirata a fatti realmente accaduti per le strade di Hollywood, ricostruiti e rielaborati con la collaborazione delle forze dell'ordine locali.

## Trama
(Tagline del film)
A Los Angeles una giovane prostituta, che nell'ambiente è conosciuta come Principessa, è ridotta a vendersi sui marciapiedi di Sunset Boulevard per mantenere se stessa e la figlia. Una sua amica e "collega", di nome Ginger, le confida per telefono di essere nuovamente vittima delle angherie del suo protettore un certo Ramrod. Quando Ginger viene brutalmente aggredita e in seguito perde la vita a causa delle percosse subite, il sergente Tom Walsh convince Principessa a fare da esca per catturare il pericoloso criminale. Tutto scorre perfettamente secondo i piani e Ramrod viene presto catturato ma subito dopo l'arresto (durante il trasporto in automobile alla stazione di polizia) riesce ad aggredire i due agenti che lo tengono in custodia e a fuggire. A questo punto l'obiettivo principale di Ramrod è quello di vendicare lo "sgarro" di Principessa.

## Produzione

### Cast
Il cast è composto da attori pressoché sconosciuti al pubblico italiano dell'epoca. La bella Season Hubley era nota più per essere la moglie di Kurt Russel che per la sua carriera di attrice visto che, fino a quel momento, vedeva una parte ad un episodio dal titolo "La ragazza di Starsky" nella celebre serie Starsky & Hutch e una in quella di Niki nel film Hardcore i suoi due lavori più importanti. La Hubley nel 1981 prese parte, insieme al marito, anche al più celebre 1997: Fuga da New York interpretando però un ruolo del tutto marginale. Anche Wings Hauser era praticamente sconosciuto al pubblico italiano, fino a quel momento infatti, la sua carriera vedeva nel film I guerrieri dell'inferno e in una puntata dal titolo "Sulla cresta dell'onda" della serie Magnum, P.I. le sue partecipazioni più prestigiose.
Nel cast è da segnalare anche la presenza di Pepe Serna che giusto un anno dopo avrebbe interpretato Angel Fernandez nel famosissimo Scarface di Brian De Palma.

### Riprese
Le riprese del film sono state effettuate nei pressi di Los Angeles in particolar modo in notturna e nella zona di Hollywood.

## Colonna sonora
Nella colonna sonora spicca prepotentemente il brano "Neon Slime" interpretato dallo stesso Wings Hauser in due differenti versioni, una più "dura" nei titoli di testa e un'altra più "soft" in quelli di coda.

### Tracce
1. Neon Slime - Musica di Joe Renzetti e testo di Simon Stokes - Brano interpretato da Wings Hauser
2. Red Light Lover - Musica e testo di Paul Sabu - Brano interpretato da Sabu
3. Everybody Needs Somebody Sometimes - Musica e testo di Paul Sabu - Brano interpretato da Ann-Margret

Le restanti musiche presenti nel film sono state scritte, composte e arrangiate da Michael Montgomery e George Clinton
e interpretate da Johnny Winter, Bob Kulick, Andy Newmark, Robbie Kondor, Jimmy Maelen e Claire Bathè.

## Distribuzione
Il film è stato distribuito nelle sale italiane nel mese di agosto del 1982.

### Data di uscita
Le date di uscita internazionali nel corso del 1982 sono state:
- 22 gennaio 1982 negli USA (Vice Squad)[3]
- 23 aprile 1982 in Germania (Nachtratten)
- 8 luglio 1982 in Spagna (La jauría del vicio)
- 19 agosto 1982 in Italia[4]
- 24 agosto 1982 in Francia (La descente aux enfers)

### Divieti
In Italia la pellicola è stata vietata ad un pubblico minore di 18 anni.

### Edizioni home video
Una versione VHS con il numero identificativo 35011 è stata distribuita in Italia dalla "Domovideo".

## Accoglienza

### Botteghino
Nelle sale italiane la pellicola non ha avuto un particolare riscontro al botteghino mentre in quelle statunitensi ha incassato 5,568,880 $.

### Critica
Quando uscì nelle sale il film ricevette delle critiche tutto sommato positive. In un articolo intitolato "Esca per un maniaco" apparso su Stampa Sera, nonostante la critica per il poco distacco con cui vengono rappresentati vizio e brutalità, vengono elogiati: il soggetto per essere tratto da un fatto di cronaca autentico, la recitazione che viene definita di "alta classe" sia per Season Hubley che per Wings Hauser e le azzeccatissime scelte tecniche del regista in particolare quella di John Alcott alla fotografia definendo quest'ultimo un mago per le riprese notturne e poco contrastate.
Anche la celebre rivista Cineforum ha recensito positivamente la pellicola definendola: "Un film particolarmente crudo e sostenuto da una trama carpenteriana molto politica."